# II. Mehmed oszmán szultán
II. Mehmed (arabul Mohamed, perzsául Muhammad, melléknevén Hódító (Fatih), Nagy (Büyük), (Drinápoly, 1432. március 30. – Hünkârçayırı, 1481. május 3.) oszmán szultán 1444-től 1446-ig és 1451-től haláláig.

## Élete

### Ifjúkora
Mehmed 1432. március 30-án született Drinápolyban. Édesapja II. Murád volt. 1444-ben, édesapja lemondása után rövid időre a birodalom élére került, de 1446-ban Murád újra kezébe vette a hatalmat. Iszlám hívő volt.

### Trónralépte, Bizánc elfoglalása

Bizánc ostromának térképe

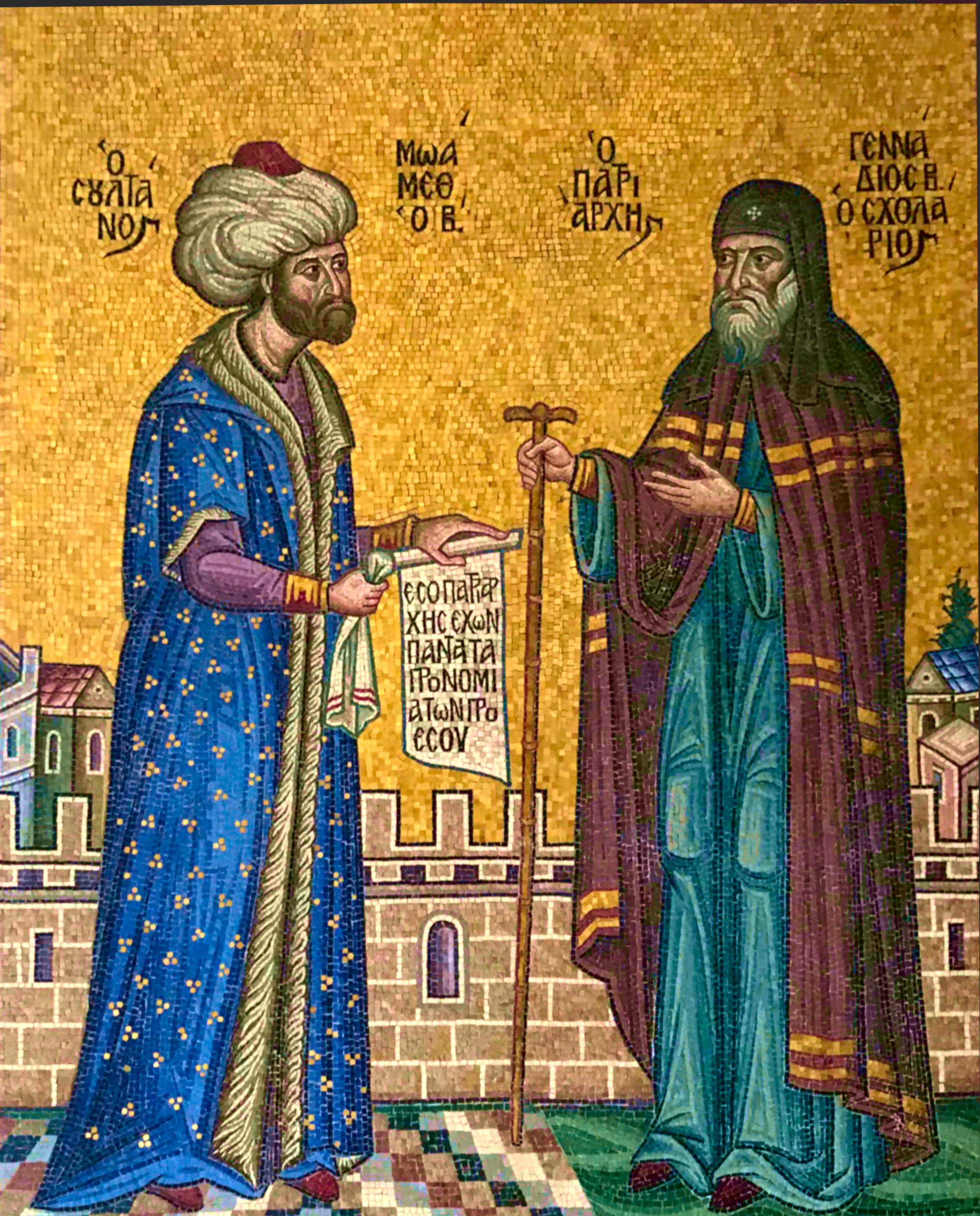
Mehmed és II. Gennádiosz konstantinápolyi pátriárka (mozaik)

Édesapja halála után, 1451-ben lépett ténylegesen trónra. Nem sokkal később ostrom alá vette a Bizánci Birodalom fővárosát, Konstantinápolyt. 1453. április 10-től folyamatosan – egy Orbán nevű magyar által öntött – ágyúiból szakadatlanul lövette a várost, és május 29-én sikerült is bevennie. Három napig tartó szabad rablást engedett katonáinak, de ezután hozzáfogott az elpusztult, részben leégett és kifosztott város újjáépítéséhez. Több szép palotával (szeráj) és mecsettel díszítette új székhelyét; a Hagia Szophia templomot mecsetté alakította át. Türelmesen viselkedett a görögkeleti egyház ötvenezer hívével, még azt is megengedte, hogy pátriárkát választhassanak, aki az Oszmán Birodalomban élő keresztényeket képviselte.
Konstantinápoly sikeres elfoglalása nagy hírnevet szerzett neki és az Oszmán Birodalomnak. A szultán ekkor vette fel a kájszár (=császár) címet (Kayser-i-Rüm, azaz Róma császára).
Konstantinápoly egészen 1923-ig volt az Oszmán Birodalom fővárosa, ekkor Ankara vette át a helyét.

### Háború a Balkán-félszigeten
Bizánc eleste után Mehmed a környező görög és latin utódállamok felé fordította figyelmét. 1454 és 1478 között úgyszólván folyamatosan harcolt Albánia és Görögország földjén, valamint a szigeteken alapított frank fejedelemségek területén. Nem kímélte a velencei és genovai gyarmatokat sem. 1454-ben legyőzte Velencét, 1455–1456-ban pedig a két Palaiologosz-fejedelmet, Tamás (1409–1465) és Demeter (1407–1470) moreai despotákat verte le.

### Anándorfehérvári veresége
Ezek után Mehmed Magyarország ellen indult. Hunyadi Jánosnak 1454-ben ugyan sikerült Firuz béget elűznie Szendrő alól, de ez nem állította meg a szultánt. Amikor 1456-ban Brankovics György szerb despota futárjai Budára hírt hoztak Mehmed nagy hadi készületeiről, Hunyadi a saját költségén 10 000 zsoldost toborzott és Juan de Carvajal pápai követtől, valamint Kapisztrán Jánostól és keresztes vitézeitől segítve, Nándorfehérvár felmentésére indult, amit Mehmed ekkor már erősen lövetett. Hunyadi előbb a Zimonynál horgonyzó 200 török hajót szórta szét, hogy a várba utat törjön magának, azután pedig a törökök általános rohamát verte vissza (július 21.). Végül általános kitörést rendelt, és törököket Mehmed szeme láttára széjjelkergette, táborukat elfoglalta. A roppant győzelem híre nagy lelkesedést keltett egész Európában, de Hunyadi és Kapisztrán korai halála miatt a vérmes remények csakhamar füstté váltak.

### Kisebb hadjáratai
A nándorfehérvári vereség annyira lehűtötte Mehmednek a Magyar Királyság ellen táplált harci kedvét, hogy a következő években a Balkán-félsziget délnyugati államaira vetette tekintetét. 1456-ban Athén városa, 1458-ban az Akropolisz volt kénytelen megadni magát. 1458-ban a szultán átment az Iszthmoszon és Palaiologoszt Demetert foglyul ejtette, míg Tamástól csak területének felét vette el. 1461-ben pedig felszámolta a Trapezunti Császárságot.

### Jajcai vereség

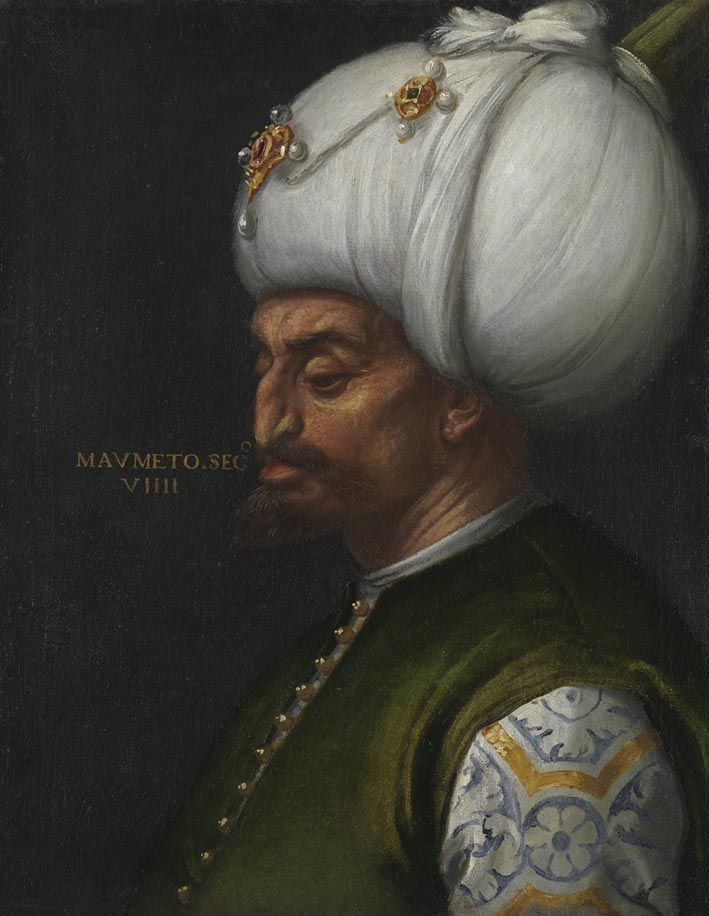
II. Mehmed (Paolo Veronese [1528–1588] festménye)

Időközben az új magyar király, Hunyadi Mátyás 1458-ban támadást intézett a törökök ellen: előbb Havasalföldet tette meg újra hűbéres fejedelemségévé, majd Boszniába tört, ahol  Jajca vára alól 1463–1464-ben sikerült a törököt elűznie. A győzelmet azonban Mátyás nem használta ki – a cseh és a német-római korona elnyerésére irányuló törekvései más mederbe terelték politikáját. Így a II. Piusz pápa és utódai által tervezett keresztes hadjárat terve – elsősorban – a Mátyás és Velence közötti barátságtalan viszony miatt nem valósult meg.

### Kisebb háborúk Velencével, Genovával, a Krími Tatár Kánsággal
A szultán hamarosan ismét megtámadta Velencét és 1470-ben Negropontéről és Limnoszról elűzte a szigetváros csapatait. 1475-ben Velence irigy versenytársa, Genova rövid harcot vívott a török ellen, amelynek eredményeként elvesztette Kaffát.
Mehmed 1473-ban a krími tatárok kánját is hódolásra kényszerítette.

### A kenyérmezei ütközet
Az 1470-es évek második felében Hunyadi Mátyás újra megtámadta a törököt: 1475–1476 telén bevette Szabácsot, 1479-ben pedig Verbász várát. Mátyás vezérei, Kinizsi Pál és Báthori István még ugyanezen év október 13-án a kenyérmezei csatában mértek halálos csapást egy török seregre.

### Utolsó tettei
A szultán 1480-ban Rodosznál a Szent János Lovagrendtől szenvedett el súlyos vereséget.
Mehmed ezután váratlanul Itáliára támadt – Albániában, Zantéban és Kefaloniában készítette elő seregeit. Miután az olasz csizma sarkán partra szállt, 1481-ben elfoglalta Otranto fellegvárát, de csak rövid ideig tudta megtartani. A nápolyi király és a pápa Mátyás királyunkhoz fordult segítségért, aki seregével elűzte Mehmed törökjeit Otrantóból.
A szultán ekkor még egyszer Rodosz ellen fordult, de a sziklavár előtt most is csak kudarcot vallott.
Utolsó tetteként 1481 elején megtört testtel Perzsiának üzent háborút, de a hadjárat elején meghalt. 49 éves volt és 2 + 30 évig uralkodott. A trónon fia, II. Bajazid követte.
Magasztalói kiszámították, hogy 30 évi uralkodása alatt 12 országot hódított meg és 200 várost kényszerített megadásra. Hívei a Ghazi jelzővel illették és a Fatih (hódító) névre méltatták.

## Megítélése
Mehmed egyik nagy alakja volt századának.A kegyetlenségéről ismert, de művelt, Konstantinápoly elfoglalásakor 21 éves császár legalább négy idegen nyelven beszélt, így perzsául, arabul, görögül, és valamennyire latinul.[forrás?] Csodálója volt az európai kultúrának, rajongott az ókori görög kultúráért és irodalomért, valamint előszeretettel támogatott itáliai művészeket, mint például a velencei Gentile Bellinit, aki többször lefestette őt. Hajlandó volt párbeszédbe bocsátkozni a keresztény tanokkal, továbbá értékelte és gyűjtötte a keresztény témákat feldolgozó műalkotásokat, amely többek közt utódjában, II. Bajazid szultánban – alaptalanul – azt a gyanút ébresztette, hogy apja nem volt hithű muszlim.
Ő volt az első szultán, aki törvényeket hozott és megalkotta az első alkotmányt jóval Nagy Szulejmán, a törvényhozó előtt, így megalapozta a klasszikus alkotmányos szultán (padisah) képét. Konstantinápoly eleste után sok egyetemet építtetett, amelyek közül néhány ma is működik.[forrás?]